# Guille Martín
Guillermo Martín (Madrid, 21 de junio de 1963 – Zaragoza, 18 de agosto de 2006), conocido artísticamente como Guille Martín, fue uno de los guitarristas más demandados del rock español. Guille fundó Desperados, banda madrileña de los 80's, y formó parte de La Frontera y Los Rodríguez. Acompañó también a artistas como Andrés Calamaro, Jaime Urrutia, Ariel Rot y Loquillo.

## Biografía
Guillermo tuvo una formación autodidacta y antes de tocar la guitarra aprendió a tocar el piano.
Su primer grupo fue Números Rojos, junto a su hermano Fernando Martín. En 1985 funda Desperados, influenciado por el rock norteamericano. Un año más tarde saldrá el primer mini-LP “Desperados” y su segundo trabajo “¿Qué hay de nuevo viejo?". En 1988 sale “El Golpe” y en 1989 se lanza su último álbum: “Tan alto como nos dejen, tan fuerte como podamos”. En 1991 se publica un disco inédito.
Después de Desperados, Guillermo se juntó con músicos argentinos y tocó el bajo con Los Rodríguez. Acompañó a Ariel Rot, Andy Chango y Andrés Calamaro. Posteriormentee se unió a los Neverly Brothers junto a su hermano Fernando. En 1997 lanzó al mercado un disco donde participó Andrés Calamaro. Además entró en la banda de Jaime Urrutia y, más tarde, en la de Loquillo, pasando a ser un miembro más de los Trogloditas. Guille tocó con La Frontera, Ariel Rot, Andy Chango, Andrés Calamaro, Jaime Urrutia o Loquillo y colaboró con Bunbury, entre otros. También apoyo a grupos humildes de Zaragoza.

### Fallecimiento
En 1999 se instala en Zaragoza y se casa con su única esposa, Gaby. En 2004 es ingresado en el hospital Miguel Servet de Zaragoza con un tumor en el pulmón. A principios del 2005 pasa por quirófano. El 18 de agosto de 2006 fallece, en la capital aragonesa, con 43 años.

## Homenaje póstumo
El 26 de enero de 2007 se hizo un concierto benéfico para los niños con cáncer, en homenaje a Guillermo Martín, en la sala Multiusos de Zaragoza, con el nombre de Ráscale Guille. Con artistas como Amaral, Loquillo, José Antonio Labordeta, Jaime Urrutia y algunos más.